# Praying for Time
Praying for Time è un brano musicale del cantante inglese George Michael, pubblicato nel 1990 come singolo estratto dall'album Listen Without Prejudice Vol. 1.
Il singolo è stato pubblicato sia su vinile a 45 giri sia su CD.

## Video
Il video ufficiale mostra solo il testo del brano su sfondo nero. 
Esiste una versione alternativa del video dove si vede George Michael cantare il brano nello studio di registrazione.

## Tracce
7"
1. Praying for Time – 4:40
2. If You Were My Woman (live) – 4:05

CD
1. Praying for Time – 4:40
2. If You Were My Woman (live) – 4:05
3. Waiting (reprise) – 2:27

## Classifiche
| Classifica (1990)                | Posizione massima |
| -------------------------------- | ----------------- |
| Australia                        | 16                |
| Austria                          | 20                |
| Belgio (Fiandre)                 | 4                 |
| Canada                           | 1                 |
| Europa                           | 13                |
| Finlandia                        | 13                |
| Francia                          | 19                |
| Germania                         | 19                |
| Grecia                           | 3                 |
| Irlanda                          | 3                 |
| Italia                           | 2                 |
| Norvegia                         | 2                 |
| Nuova Zelanda                    | 8                 |
| Paesi Bassi                      | 11                |
| Portogallo                       | 2                 |
| Regno Unito                      | 6                 |
| Stati Uniti                      | 1                 |
| Stati Uniti (adult contemporary) | 4                 |
| Svezia                           | 9                 |
| Svizzera                         | 6                 |